# Clovis (Novo México)
Clovis é uma cidade localizada no estado americano de Novo México, sede do Condado de Curry.
A cidade, que é principalmente baseada na agricultura, também é conhecida por seu papel no início da históra do rock americano. A base da força aérea de Cannon Air Force Base tem um significativo impacto na comunidade.
O produtor musical Norman Petty, conhecido por produzir canções para a lenda do rock Buddy Holly, nasceu em Clovis.

## Demografia
Segundo o censo americano de 2000, a sua população era de 32.667 habitantes.
Em 2006, foi estimada uma população de 33.258, um aumento de 591 (1.8%).

## Geografia
De acordo com o United States Census Bureau tem uma área de
58,3 km², dos quais 58,0 km² cobertos por terra e 0,3 km² cobertos por água. Clovis localiza-se a aproximadamente 1301 m acima do nível do mar.

## Cultura Clóvis
A Cultura Clóvis é uma cultura pré-histórica da América que surgiu há cerca de 13.000-13.500 anos atrás, no final da última Idade do Gelo. Chama-se assim por causa dos artefatos encontrados perto da cidade de Clovis (Novo México). O povo de Clóvis eram considerados os mais antigos há habitar o Novo Mundo. Essa visão, no entanto, vem sendo contestada nos últimos trinta anos devido a descobertas controversas.
No começo do século XX, um cowboy e antigo escravo, George McJunkin, achou um esqueleto de bisão perto de Folsom,  Novo México. Em 1929, James Ridgley Whiteman descobriu o principal sítio arqueológico da cultura Clóvis.   Contudo, a primeira evidência da cultura foi aceita em 1932, em escavações em Clovis (Novo México).
Até recentemente, a teoria padrão era de que a cultura Clóvis constituía aquela que englobava os primeiros habitantes da América. Acreditava-se que os primeiros povos tinham cruzado o Estreito de Bering da Sibéria para o Alasca quando o nível do mar entre os continentes baixara, iniciando assim uma caminhada em direção ao sul do continente. Novas evidências, contudo, indicam que a cultura Clóvis pode não ter sido a primeira das Américas. Novas datações em carbono evidenciaram que não haveria como a migração ter acontecido em um período tão curto de tempo.

## Localidades na vizinhança
O diagrama seguinte representa as localidades num raio de 32 km ao redor de Clovis.